# Exogen demokratisering
Exogen demokratisering är en teori i gränslandet mellan statsvetenskap och nationalekonomi som syftar till att förklara ett eventuellt samband mellan ekonomisk utveckling och demokrati. I skarp kontrast mot endogen demokratisering hävdar teorins förespråkare att det inte finns något kausalt samband mellan ekonomisk tillväxt och demokrati. En av den exogena demokratiseringens främsta förespråkare är Adam Przeworski som menar att den till synes starka statistiska korrelationen mellan demokratisering och hög (reell) Bruttonationalprodukt (BNP) per capita till största del beror på att rika demokratier mycket sällan kollapsar eller övergår till ett auktoritärt styrelseskick. Andra exempel på forskare som stödjer teorin om exogen demokratisering är Seymour M. Lipset och John F. Helliwell.
Det finns ett flertal faktorer som problematiserar frågan om ekonomisk utveckling och demokrati som kan tas i beaktande. Grundläggande är bland annat ontologiska, epistemologiska och metodologiska dilemman. Somliga menar att den typ av globala kvantitativa studier som ofta har genomförts på detta tema inte lägger tillräcklig fokus vid länders individuella faktorer såsom historia, kultur och geografi. Denna kritik blir ännu påtagligare i diskussioner om endogen demokratisering, eftersom den teorin implicerar ett faktiskt orsakssamband mellan tillväxt och demokrati. När argumenten för dessa två olika demokratiseringsteorier jämförs bör man vara medveten om att de olika resultaten inte enbart beror på användandet av olika statistiska metoder, utan även på hur man väljer att definiera variablerna som ingår i analysen. Inte minst demokrati saknar en generellt accepterad och allmängiltig definition. Huruvida man väljer att mäta demokrati som exempelvis valdeltagande eller som självrapporterad åsiktsfrihet spelar en avgörande roll för vilken eventuell korrelation man finner till ekonomisk tillväxt.